# Dorotabo

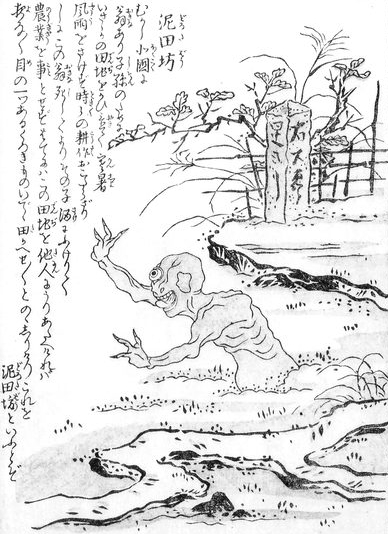
Een Dorotabo, door Toriyama Sekien

Een dorotabō (Japans: 泥田坊) is een fictief wezen uit Japanse folklore, dat behoort tot de yokai.
Een dorotabo is een humanoïde wezen met een lichaam gemaakt van modder en met een oog midden op zijn voorhoofd (gelijk aan een cycloop). Meestal steekt zijn lichaam vanaf zijn middel boven de grond uit, maar volgens verhalen kan hij zichzelf ook twee benen geven. Dorotabo houden zich vooral op in rijstvelden en akkers.
Het bekendste verhaal over de dorotabo vermeld dat het de geest is van een agrariër, die tijdens zijn leven hard werkte om zijn land vruchtbaar te maken en te houden zodat hij zijn zoon en erfgenaam iets goeds kon nalaten. Zijn zoon gaf echter niks om het land en verkocht het. Daarom kwam de boer als dorotabo terug om het land terug te eisen van de nieuwe eigenaren. Hij zou elke nacht over zijn voormalige grondgebied rondspoken en daarbij continu uitroepen dat men hem zijn land terug moet geven (vergelijk gloeiige).